# Resistencia (guerra del Pacífico)
Durante la guerra del Pacífico, la Resistencia fue el término utilizado para referirse a las milicias y guerrillas peruanas comandadas por caudillos locales, civiles o militares, que se enfrentaron a la escuadra o al ejército de Chile durante el periodo de ocupación,  tanto en las zonas libres como en los territorios ocupados. Oficialmente la resistencia peruana no tiene fecha de fundación pero comenzó a funcionar tras las batallas de Arica y Miraflores y fue la fuerza beligerante principal después de la ocupación de Lima y durante la Campaña de la Breña. La resistencia fue la formación conjunta de fuerzas montoneras peruanas y tropas del ejército peruano al servicio de Andrés Avelino Cáceres y Justiniano Borgoño Castañeda, las tropas títeres de Miguel Iglesias, las de ocupación de Patricio Lynch y las del ejército enemigo en general fueron los principales rivales bélicos de la resistencia.

## En Chincha

### Los sucesos de Chincha de finales de 1879

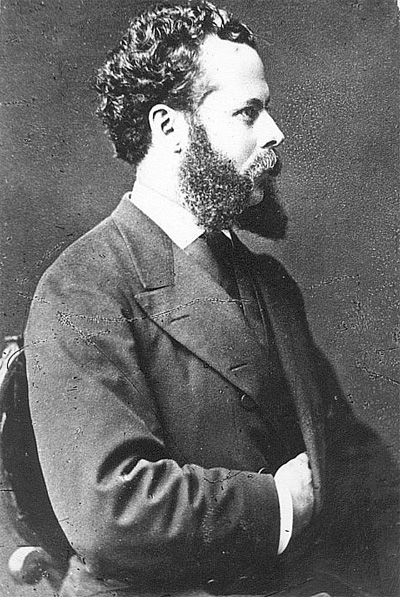
Nicolás de Piérola Villena.

En diciembre de 1879, en la provincia de Chincha, a 200 kilómetros al sur de Lima, se organizaban nuevos cuerpos de ejército con elementos civiles chinchanos. Julio Carrillo de Albornoz, hacendado y propietario de la hacienda “San José”, equipó con su peculio y se puso al frente de un batallón de caballería. Carrillo de Albornoz “compró jerga en cantidad para la caballería así como tela para el uniforme de la tropa” (María Josefina Medrano Amoretti, “La Resistencia Chinchana en la Guerra del Pacífico”, pág. 29). Otros que formaron batallones de infantería, fueron Francisco de Paula Arciniega Márquez, Pedro F. Valdés y Andrés Fortunato Carrillo y en Chincha Alta, Eduardo Donayre. Estos batallones estaban formados, nos dice la historiadora Josefina Medrano Amoretti, con “el reclutamiento forzoso de sus trabajadores”.
Al descollar como líder Nicolás de Piérola Villena, sus seguidores, en las campañas proselitistas habían predispuesto a los trabajadores chinchanos, en especial a los negros, que aún trabajaban en condiciones de esclavitud, en contra de los hacendados. Para 1879, el Estado peruano, había comprado 25.505 cartas de libertad.
El 23 de diciembre de 1880, Nicolás de Piérola se hace del poder; en el valle de Chincha, a la voz de “¡Viva Piérola! ¡Muerte a los hacendados!”, 300 negros se sublevaron. Los trabajadores de la hacienda “San José” atacaron la hacienda “Hoja Redonda” y al no encontrar a su propietario Carlos M. Elías, diputado por Chincha, mataron al administrador, Claudio Iturralde, saqueando la hacienda. Los negros de las haciendas “Larán” y “Hoja redonda”, hacían lo propio en la hacienda “San José”. Julio Carrillo de Albornoz, conde de Monteblanco y Montemar, que se encontraba presente, fue apresado, obligándolo a ir a sus oficinas para robarle, mientras asesinaban a su sobrino; una vez que hubieron saqueado toda la casa, lo llevaron hacia el callejón de Larán donde le dieron muerte.
En la hacienda “Larán”, la tropilla asesinó a su propietario, Antonio Fernández Prada, intentando hacer lo mismo con su hermano Manuel, quedando éste gravemente herido. El prefecto de Ica, Ignacio Alarco con 40 soldados, tuvo varios enfrentamientos con los negros levantados que se refugiaron en los cañaverales. Se aplicó en aquella oportunidad la despiadada consigna de “negro que se veía era negro muerto”.
Esta era la situación del valle de Chincha en diciembre de 1879, y fue motivado por algunos dirigentes pierolistas que soliviantaron a los trabajadores negros de las haciendas de Chincha.[cita requerida]

### Se organiza la resistencia en Chincha
Desde el mes de junio de 1882, el departamento de Ica y la provincia de Cañete, destacaron entre los principales focos de resistencia nacional.
El 19 de noviembre de 1880 a las 08:45, aparecieron los primeros buques chilenos en Pisco; luego aparecieron 17 buques más. El gobernador militar de Pisco, coronel EP Zamudio, dio aviso a Lima. Siete buques entraron en la bahía y uno fue en dirección a la bahía de Paracas. Se producía la invasión que Nicolás de Piérola Villena, estaba convencido de que sería por el norte contrariando la tesis del coronel EP Andrés Avelino Cáceres. De las naves chilenas se desprendió una lancha de parlamento. La intimidación del parlamentario chileno fue rechazada por el coronel Zamudio. Pero, poco podía hacer Zamudio ante las fuerzas de desembarco chilenas del general Villagrán. A pocas leguas de Pisco, las fuerzas chilenas, convencidas de que no habría mayor resistencia, desembarcaron. Zamudio, con sus 3000 hombres, se retiró.
Ya en tierra, el general Villagrán dividió sus tropas en dos secciones: mientras una permanecía en Pisco, la otra se dirigió al sur a tomar Ica. Unos días después llega otro convoy con 13 000 soldados chilenos que desembarcan en Pisco. Villagrán inició con estas tropas su progresión sobre Lima. Su avanzada debía esperarlo en Chilca.
Al desembarcar el general Manuel Baquedano González, comandante general del Ejército chileno, el 18 de diciembre de 1880 y comprobar la progresión de su avanzada comandada por Villagrán, hacia Lima, montó en cólera, destituyó a Villagrán y lo envió de retorno a Chile. En su lugar, como Jefe de la I División, nombró al contralmirante Patricio Lynch Solo de Zaldívar.

### Las primeras disposiciones de Patricio Lynch
Ni bien asumió el mando de la I División chilena, Patricio Lynch, ordenó que sus tropas destruyeran y saquearan las localidades y haciendas, de los territorios ocupados[cita requerida]. El diario “El Mercurio” de Chile de fecha 30 de agosto de 1880, publicó una directiva “que al recorrer los puertos peruanos de norte a sur, la marinería atacase las haciendas o ingenios, pequeñas industrias y destruyese los ferrocarriles”.
El presidente chileno, Aníbal Pinto Garmendia, le ordenó a Lynch imponer contribución de guerra a los distritos que invada y exigir su pago en metálico, en especies, “… la cuota, la hará Usted efectiva con todo rigor, apelando si es necesario a la destrucción de la propiedad”.

### Los chilenos en Chincha
Pero ¿por qué el general Manuel Baquedano González destituye al general Villagrán?
Después de abierta la ruta marítima en octubre de 1879 y de terminada la campaña terrestre del sur del Perú o Campaña por Tacna y Arica, el gobierno de Chile organiza una expedición de reconocimiento de la costa peruana; esta expedición estuvo al mando del contralmirante Patricio Lynch Solo de Zaldívar. Durante ella, el contralmirante chileno cometió latrocinios contra las actividades económicas a lo largo de toda la costa peruana, cobrando cupos e incendiando y destruyendo aquellas en donde los propietarios se negaban a pagar.
Cuando el 19 de noviembre de 1880, desembarcó el general Villagrán en Pisco, los principales hombres de negocio de Chincha, compuesta por italianos, españoles y franceses, dieron el encargo a un acaudalado propietario para negociar con Villagrán, protección para sus negocios. En Lurinchincha, el negociador propuso a Villagrán, a nombre de los extranjeros radicados en Chincha, protección a sus propiedades y sus familias, mediante el ofrecimiento de 10 000 pesos de oro. Villagrán aceptó la propuesta. Respetando el acuerdo contraído, el general Villagrán ordenó que parte de sus tropas se dirigieran a las haciendas “Hoja Redonda”, “San José” y “San Regis”, en donde le dieron subsistencias y caballos; la otra, avanzó por el Socorro para llegar a Sunampe el 22 de noviembre de 1880.
Pero el pueblo chinchano, se había preparado para la resistencia con anticipación, formando espontáneas montoneras. Estas montoneras fueron apoyadas moral y materialmente por la familia Amoretti, dueña de huertos ubicados en lo que hoy es la avenida Mariscal Castilla y calle Callao hasta la acequia Pilpa por el sur. El de mayor edad se puso a la cabeza de la montonera.

“La tropa araucana, dueña de la ciudad,[…], cometía crímenes entre familias humildes al estilo que emplearon en Moquegua, ingresaba a las bodegas para destapar portalones llenos de vino […]. En los corrales mataban las aves de corral […]; en el día recorrían a caballo con el fin de buscar contienda”
(Clorinda Pachas Torres, “Geografía e Historia de Chincha”, Chincha, Perú, 1983).

### Ataque guerrillero a Tambo de Mora
Al amanecer del 28 de julio de 1882, un grupo de guerrilleros al mando de su comandante Zapata, se lanzó contra la tropa chilena en Tambo de Mora; luego de dos horas de hostigamiento, la tropa chilena fue completamente derrotada, resultó muerto el capitán Cruz Cañas; los sobrevivientes fugaron, unos a Chincha y un cabo a Pisco. Una comunicación chilena dice: “… la salvación de estos hombres es providencial y no se concibe cómo han podido escapar. Los montoneros tuvieron algunas bajas, pero no se han encontrado cadáveres”. El jefe chileno instalado en Chincha Alta, ese mismo 28 de julio, constató la interrupción de la comunicación telegráfica desde muy tempranas horas, en el día recibió la noticia de lo sucedido en Tambo de Mora por boca de los fugitivos.
Máximo Correa, chileno, al mando de la tropa de Chincha Alta, envió un correo a Tambo de Mora que tuvo que regresar porque las campiñas estaban ocupadas por los montoneros. Luego envió un pelotón de caballería, con la misión de recoger a sus muertos y heridos e hizo apostar al resto de su tropa en todas las calles aledañas que daban acceso a la plaza de armas. El pelotón de caballería, retornó confirmando la incursión y el avance sobre la ciudad de guerrilleros desde el norte, este y oeste. A las 14:15, Máximo Correa, ordenó abandonar la ciudad de Chincha Alta y el repliegue a Tambo de Mora, siendo hostilizados en su retirada por las tropas de Zapata, según se desprende de los partes del parte de Máximo Correa, jefe del destacamento del “Lontué” a su jefe en Ica, Waldo Díaz, del día 29 de julio.
El jefe chileno en Ica, Waldo Díaz, preocupado por el corte del telégrafo a las 2:00 del día 28, ordenó al crucero “Angamos” que de Pisco navegara a Tambo de Mora, con el fin de auxiliar o evacuar a la guarnición chilena. Máximo Correa llegó a Tambo de Mora cuando el crucero “Angamos”, ya se encontraba ahí. El mal tiempo impidió la salida del crucero chileno hasta el 29. En el vapor de la carrera inglesa “Arequipa” se embarcaron rumbo a Pisco buen número de extranjeros y nacionales chinos colaboracionistas.

### Los chilenos retoman las plazas perdidas
El comando chileno en Lima dispone el 31 de julio, el envío del batallón “Rengo” al mando del teniente coronel Gabriel Álamos, para recuperar las plazas perdidas el día 28. Establece su cuartel general en Chincha Baja, con órdenes de incursionar a Tambo de Mora y a Chincha Alta. En la mañana del 3 de agosto, el puerto de Tambo de Mora fue ocupado nuevamente por los chilenos. El comandante Álamos emitió un bando en donde disponía:
- “El registro de todos los habitantes en el término de 24 horas”
- “La prohibición del tránsito al sur”
- “La comparecencia de los trabajadores del puerto”.

Dejando una guarnición en Tambo de Mora, ocupó Chincha Baja y entró a Chincha Alta a las 16:00 del mismo 3 de agosto de 1882. Las tropas chinchanas al mando del capitán Durán y de Toribio Sotelo, se replegaron a Larán y Sunampe. Álamos publicó otro bando, en el que “ordenaba el registro de todos los pobladores en el término de 48 h, prohibiendo el tránsito al sur. Siendo necesario un salvoconducto de la autoridad chilena para movilizarse, caso de no tener salvoconducto, el transeúnte será considerado espía”. El día 5 de agosto, Álamos establece su cuartel general en Chincha Baja, desde donde ordenó el decomiso de toda clase de armas y municiones, amenazando con pena de muerte al ciudadano que las poseyera. Restableció el interrumpido servicio telegráfico con Pisco.

### Primera incursión y destrucción de Sunampe
El mismo día 5 de agosto, mientras se publicaba el bando, la guerrilla chinchana atacó a una patrulla chilena que llegó cerca de Sunampe, la tropa chilena se desorganizó y huyó; conocido el hecho, Álamos movilizó 200 soldados de infantería. Álamos retornó a Sunampe, capturó a cinco vecinos y los hizo fusilar “para castigo y escarmiento”. Regresó a Sunampe el día 6, e incendió el pueblo. El parte de Álamos a su jefe Gana de fecha 6 de agosto de 1882, lo explica:

“El 6 me dirigí al mando de 200 hombres sobre el pueblecillo de Sunampe, foco de montoneros. Como de las averiguaciones resultara que de Sunampe fue dirigido el ataque del día anterior, hice incendiar el pueblo, destruyendo algunas bodegas de licores. Sólo quedó en pie la iglesia que me propongo destruir en otra ocasión que sea agredido en ese lugar, pues es preciso que de ese pueblecillo no queden ni los cimientos, para concluir con los bandoleros y quitar el refugio a los montoneros”

.

### Ataque al cuartel chileno de Chincha Baja y Tambo de Mora
El 16 de agosto de 1882 a las 16:30 y en forma simultánea, la montonera chinchana, atacó la guarnición de Chincha Baja y Tambo de Mora. Este ataque fue un movimiento sincronizado con la resistencia cañetana que obedecía al general de brigada EP Andrés A. Cáceres Dorregaray. Los jefes de las montoneras, eran militares de carrera, destacando entre ellos, los teniente coroneles José Gutiérrez y Julio S. Salcedo, el mayor Flores, los capitanes Adolfo C. Cisneros, Gutiérrez Pacheco, Juan Contreras, Valentín Torcazo, Huapaya, Pachas y Durán y los tenientes Ventura García y José del Carmen Jiménez. Todos los guerrilleros estaban disciplinados militarmente, pero carecían de armamento, contando con buena caballería, acudían al combate con pocos fusiles, con lanzas, y como sus similares de las breñas, con “huaracas” (hondas) y piedras; no pocas veces se trenzaron en luchas cuerpo a cuerpo hasta morir abrazados al enemigo y no pocas veces también, morían matando a su agresor chileno.

### Mientras tanto en Cañete…
Por esa fecha los guerrilleros de Cañete se concentraron en Lunahuaná, una vanguardia quedó en la hacienda de “Palos”; los chilenos acantonados en Cañete, creyeron que iban a ser atacados. El jefe chileno Jarpa comunicaba así este hecho a Lynch: “Se me asegura que sólo esperan de un momento a otro, se les una la montonera que está asediando Chosica y una división del general Cáceres con quién están en comunicación directa para echarse sobre mi división con el objeto de interponerse entre Lima y Chincha, cuyo último punto atacarán enseguida”. Este temor, hizo que Jarpa solicitara que el crucero “Angamos” se situara en Cerro Azul y que se le enviara de Lima refuerzos de caballería.
Supo Jarpa que espías peruanos operaban desde la hacienda “Unánue” (Cañete), e incursionó sobre ella el día 10 de agosto, capturando a varios peruanos, entre ellos a Miguel Gutiérrez, que trató de fugar, siendo capturado y fusilado en el acto. Condenaron a muerte también a Ruperto Vergara, Justiniano Pereyra, José Oré, Ignacio Cárdenas, Maximiliano Montalbán y a Santos Párraga. La sentencia se cumplió el día 12 en diferentes lugares de la provincia de Cañete.
El día 16 de agosto de 1882, los cañetanos atacaron a la caballería chilena que marchaba separada de su infantería y su artillería. Jarpa ordenó un contraataque, con la infantería y la artillería hasta que rodearon a los peruanos; el comandante José Gutiérrez con sus guerrilleros de Monte Jato no rehuyeron el combate, ninguno retrocedió, esperaron la carga enemiga a pie firme y resistieron en lucha cuerpo a cuerpo hasta sucumbir. El parte de Jarpa a Lynch firmado en La Quebrada el 17 de agosto de 1882, dice: “Se batió de manera excepcional; en su mayor parte peleó hasta el último y cayeron bajo el filo de nuestros sables, haciendo fuego hasta que eran ultimados…”El día 17, escribía Patricio Lynch Solo de Zaldívar:

“Por versiones peruanas recibidas hoy, se hace subir a 40 o 50 el número de muertos. La caballería continuó la persecución y la muerte hasta que sus caballos no pudieron dar un paso más. La tenaz y rabiosa resistencia me hizo comprender desde el primer momento que el combate no era contra montoneros, sino contra fuerzas veteranas, y no tardé en convencerme de ello cuando entre los muertos se encontró al sargento mayor Gutiérrez, un zambo terrible que era el jefe de las montoneras de Lunahuaná, y al doctor de este mismo punto de nacionalidad italiana con su gorra de ambulante (ambulancia de la Cruz Roja peruana), pero con su rifle en la mano a más de sus instrumentos de cirugía, también los acompañaba”
Nota de Lynch a M. Graham, ministro de Su Majestad británica. Lima, octubre, 18 de 1882

.
La resistencia cañetana se concentró en Concón, cerca de Caltopa, donde se rindió homenaje al comandante José Gutiérrez, nombrando como nuevo jefe al comandante Julio S. Salcedo. Jarpa manifestó a Lynch sobre el incidente de Monte Jato: “Sé que el enemigo era nada menos que la montonera de Lunahuaná de la división del general Cáceres, aparte de la caballería que era montonera de este valle”.
La montonera de Cañete fue otro de los baluartes de la resistencia peruana; aquí actuaron Felipe Santiago Oré, jefe de la resistencia de Cañete en 1882, hombre aguerrido lo encontramos como figura relevante entre las huestes de Piérola en 1895, en su marcha sobre Lima. Felipe Santiago Oré, iba al lado de su hija y lugarteniente, apodada “La Goya Oré” que con Martha “La Cantinera” (pisqueña) hicieron fama en la toma de Lima, cuando era presidente Andrés A. Cáceres Dorregaray en su segundo periodo de gobierno (testimonio oral de la testigo, señora Dominga Retes Melchor, abuela materna de la historiadora chinchana doctora María Josefina Medrano Amoretti).
Aquel 16 de agosto de 1882, en acción coordinada con la montonera de Cañete a las 16:15, 225 jinetes chinchanos rodearon Chincha Baja y 50, Tambo de Mora. Tuvieron seis bajas. El 17, a la misma hora volvieron a presentarse en Chincha Baja: tuvieron diez bajas.

### Segunda incursión a Sunampe
El 18 de agosto de 1882, Álamos envió a Sunampe una tropa compuesta de 122 hombres al mando del capitán Enrique Valenzuela, para ejercer represión sobre la resistencia chinchana; al mediodía tuvo lugar el encuentro, la montonera peruana superaba en número al destacamento chileno. Informado Álamos, envió 50 hombres más. La lucha fue titánica y ante el empuje de los refuerzos, después de dos horas, los sobrevivientes se retiraron. El parte chileno dice: “… en el campo quedaron 50 montoneros muertos”. Los prisioneros fueron fusilados y los heridos “repasados”. Además, Valenzuela fusiló a varios habitantes de Sunampe; este capitán había recibido la orden de incendiar todas las casas que encontrara a su paso y de fusilar a los hombres que en cualquier situación encontrase; entre las víctimas estuvo Mariano Mejía, un montonero que antes de ser asesinado, intentó matar a Valenzuela.
La resistencia chinchana marchó sobre Chincha Alta el día 29 de agosto; la posición de Tambo de Mora, también fue hostigada. El día 30, nuevamente incursionaron sobre Chincha Alta. Valenzuela fue comisionado por Álamos para perseguirlos; viendo la enorme superioridad del armamento chileno, la montonera se retiró. Valenzuela, incendió la iglesia de Sunampe reduciéndola a cenizas. Álamos en su parte a Lynch, justifica la acción de las tropas chilenas: “… las campanas del templo habían servido siempre para dar la voz de alarma y toque de reunión a los montoneros”.

### Ofensiva chilena
Los patriotas peruanos se reconcentraron en Chincha Alta, eran alrededor de trescientos y pernoctaban en las inmediaciones de la ciudad; contaban con caballos para movilizarse y con ganado para su alimentación. El día 5 de septiembre de 1882, Álamos movilizó 270 efectivos hacia la ciudad de Chincha Alta. En el cuartel chinchano había 50 hombres custodiando el ganado, mulas y caballos; esta guarnición fue sorprendida por los chilenos pero opuso resistencia. Concluidos los fuegos, 29 peruanos habían caído y cinco fueron tomados prisioneros y fusilados. El resto huyó la Larán, salvando gran parte de los caballos. Álamos que personalmente había dirigido el ataque contra el cuartel chinchano, en represalia saqueó el pueblo e incendió las casas y propiedades de los jefes de la guerrilla.
Hecho esto, Álamos destacó a Valenzuela con un centenar de soldados chilenos para perseguir a los sobrevivientes a Larán; Valenzuela logró desalojar a los montoneros de la iglesia y de la casa hacienda desde donde resistían. La iglesia fue quemada y algunas casas. La casa hacienda se salvó por pertenecer al ciudadano español Vasco Fernández Prada; si bien se libró de ser incendiada no se libró del saqueo. El chileno Álamos vuelve a justificar el saqueo de sus tropas a la casa hacienda de Larán, en un oficio dirigido al ministro de Relaciones Exteriores, el 10 de noviembre, en los siguientes términos: “… los montoneros habían establecido su guardia en Larán y entraban y salían como si fuera su propiedad… Se les daba aquí todo cuanto pedían, como animales vacunos, cabalgaduras y dinero y se ha probado hasta la evidencia que durante el tiempo que los montoneros estuvieron como asilados en la hacienda, el dueño de ella y algunos de sus empleados fueron a Chincha Baja para varias diligencias, entre ellas la de tomar y enviar correspondencia, y jamás dieron parte a la autoridad chilena de lo que acontecía en un punto tan cercano. El silencio sólo los hacía cómplices y por consiguiente culpables…”
La guerrilla que huyó de Larán, se refugió en los cañaverales de la hacienda, Valenzuela regresó a Chincha Alta y Álamos evacuó la ciudad el día 12 de septiembre a las 11:00.

### Ataque chileno al caserío de Condorillo
El día 14 de septiembre de 1882, a las 14:30, el caserío de Condorillo fue rodeado por una patrulla chilena de 70 efectivos al mando del mayor Francisco L. Fuentes; con bayonetas caladas penetraron en las chozas campesinas, para aprehender a los guerrilleros que habían sido delatados. La población intimidada por los chilenos, señalaron el refugio de cuatro guerrilleros, que salieron huyendo a campo traviesa: uno fue abatido por la espalda y Santiago Castillo, fue cogido por sorpresa y fusilado.
Hecho esto, Fuentes abandonó Condorillo a las 18:15 y en el trayecto a Chincha Alta tomó varios prisioneros a los que torturó hasta arrancarles el paradero de los jefes guerrilleros Mondragón y Calixto Ugarte, a quienes condujo a Chincha Alta, fusilándolos en forma pública en la plaza de Armas de esta ciudad. A las 14:00 del día 15 de septiembre emprendió el regreso a Chincha Baja “… no sin antes haber incendiado en todo mi tránsito todas las viviendas de conocidos montoneros, según indicación y comprobación de los prácticos que llevaba”.
Los partes chilenos mencionan entre los fusilados a: Tomás Orellana, Francisco Fuentes, Jeremías Sosa, Santiago Castillo, Calixto Ugarte y Mondragón.

### Enfrentamiento en Conta
El sector Conta se encuentra en la bifurcación del río San Juan de Chincha, a cinco leguas de Chincha Baja. Álamos fue informado que un grupo de patriotas acampaba en Conta; rápidamente marchó con una tropa de 60 infantes y 45 Carabineros de Yungay.
El choque se produjo a tres leguas antes de Conta, en el enfrentamiento cayeron 18 peruanos y los demás se retiraron hacia Larán. Este
mes Ica también combatió al invasor, por lo que, el alto mando chileno, decidió ocupar Chincha con el batallón ”Lautaro” que estaba al
mando del coronel Eulogio Robles. Los guerrilleros cañetanos al mando del comandante Julio Salcedo formaron el batallón “Cañete”
compuesto de cinco compañías, un cuerpo de lanceros y una pieza de artillería concentrándose en su mayor parte en
Lunahuaná, manteniendo comunicaciones con los jefes de Ica y de Yauyos.
Salcedo en un parte de fecha 28 de diciembre de 1882 informa a Cáceres, que sus tropas pese a la minoría en numérica y en armamento, enfrentaron al enemigo por casi doce horas ininterrumpidas destacando entre sus oficiales el mayor Flores, los capitanes Gutiérrez, Pachas, Huapaya, Durán, Contreras, Valentín Torcazo, Ventura García y José del Carmen Hernández.
“Nuestras fuerzas se batieron con denuedo, hasta el extremo de hacer decir al enemigo que no se han batido con guerrilleros sino con tropas de línea”
Francisco Santa Cruz, jefe de la guerrilla patriota en Yauyos, comunicaba al general Cáceres el 5 de enero de 1883, “que su provincia como la de Cañete y las de Ica, se hallaba lista para resistir hasta lo último”.

### Chincha Alta
El 12 de noviembre de 1882, la guarnición chilena tuvo como jefe al mayor Lucindo Bisivinger. 240 chilenos ocupaban Chincha Alta. Bisivinger restableció el servicio telegráfico entre Chincha Alta y Tambo de Mora. Los patriotas chinchanos habían pasado a Lunahuaná.
En las filas chilenas se produjeron numerosas deserciones; fusilaron a Pedro Cabeza, soldado del batallón "Lontué" por ser reincidente en su deserción durante la campaña: fue ejecutado el día 19 de octubre de 1882. Otro soldado desertor del batallón "Miraflores" se plegó a la guerrilla peruana y fue aprehendido junto con un jefe de la guerrilla de Cañete.
Tagle visitó Chincha los últimos días del mes de noviembre de 1882 y en un parte de fecha 2 de diciembre de 1882, informa a Lynch: “que en el lugar llamado Topará, cuatro leguas de Chincha Alta, había una partida de montoneros dispuesta a atacar la plaza de Chincha Alta, constatando que en Topará se acuartelaban cerca de 100 hombres armados”.
El 7 de febrero de 1883, 50 guerrilleros al mando de Zapata se encontraban en la quebrada de Topará, los chilenos desde Chincha Alta se dirigieron al lugar; hubo intercambio de fusilería siendo perseguidos los peruanos fuera de la quebrada. Los chilenos retornan a Chincha Alta.
Fueron las últimas acciones de guerra, pues el ejército invasor en Huamachuco había vencisdo, mientras que en Lima el gobierno del general Miguel Iglesias, pactó el Tratado de Ancón, dando por finalizadas las acciones de armas. La guerra había terminado.

## Algunos luchadores

### José Andrés Pachas Hernández (Picuy)
Nació en Huaca de Lomo Largo(hoy caserío de Lomo Largo) del distrito de Sunampe, provincia de Chincha, el 30 de noviembre de 1835 sus padres fueron Juan José Pachas y doña María Dorothea Hernández Melo; contrajo matrimonio con Teresa de la Cruz Mondragón; tuvo 6 hijos: Francisca, Pedro, Juan José, Antenor, Domingo y Liberato; adquirió regular fortuna debido a la agricultura. Cansado de tanta violencia en el país por los conflictos internos y más aún por la invasión chilena que realizaba actos de barbarie como los ultrajes a las mujeres decide participar activamente en la guerra del pacífico  hacia los años 1880 fue el dolor de cabeza de las tropas chilenas y  cabe mencionar que el 18  de septiembre de 1882 los soldados chilenos celebraban su aniversario patrio en la bodega del señor Sánchez en Huaca Grande, "Picuy" y un grupo de arrojados sunampinos le cayeron de sorpresa de esta manera emboscaba a las tropas chilenas de ocupación otro punto de ataque era la bajada de Venancio y Bajada de Socorro los jefes chilenos no sabían de él aunque si de su montonera y de las bajas que le ocasionaba. Desplegó gran actividad contra los chilenos lideraba  las tropas montoneras, fue delatado por un familiar, lo buscaron en su casa de la plaza de Armas de Chincha Alta(casa celeste a dos puertas del municipio). Lo sacaron a viva fuerza  el 13 de diciembre de 1882, lo tuvieron desnudo y  amarrado  en una celda improvisada por tres días y fue fusilado el 15 de diciembre de 1882 a las 06.00am  por orden del Cap. Valenzuela jefe del destacamento chileno de esa zona, y cuando lo iban a fusilar, rechazó que le vendaran los ojos. Minutos antes de la descarga, exclamó: “¡Viva el Perú!'....'”

### Mariano Pachas Gutiérrez
Participó con Pedro Picuy para hacer la resistencia al ejército invasor en Sunampe. De gran actividad en Sunampe. Su esposa, con sacrificio, se ofreció para recibir secretamente las noticias y las órdenes que debía entregar a su esposo.

### Santiago Avilés
De profesión educador. Mantenía vivo al amor a la patria y alentaba a hacer resistencia a las fuerzas invasoras; los chilenos supieron de su arenga; en una incursión a Sunampe, lo fusilaron en la puerta de su casa. Sus restos fueron sepultados al costado de una de las paredes de la iglesia de Sunampe, en donde se encuentra hasta hoy.

### Juan Clivio Roccag
Nació en el Pedregal, actual cruce de la carretera Panamericana sur con la entrada hacia Chincha Baja y Tambo de Mora. Fue hijo del caballero italiano Juan Clivio y de María Rocca. Asistió a la escuela de la aldea. De muy niño perdió a su padre; quedando al cuidado de su madre, aprendió desde niño lo que es la responsabilidad de modo que cuando llegó a la adolescencia, tenía además de responsabilidad valores de amor a la Patria, entre otros.
Cuando se inició la guerra del Pacífico, en 1879, se incorporó a filas, a pesar de su edad y aunque su madre se opuso, escapó por la ruta de Cañete a Lima. Se presentó ya en Lima al viajó cuartel de Santa Catalina y se le admitió como voluntario de la unidad de artillería: tenía 17 años.
Lo destinan a la primera compañía que comandaba el capitán Hernando de Lavalle y al amanecer del día 13 de enero de 1881, formó en los campos de San Juan. Se batió titánicamente hasta que las balas adversarias lo hicieron caer muriendo en el campo de batalla.

### Juan Carlos de Mora Causillas
Juan Carlos de Mora Causillas, nació en el distrito de Chincha Baja, fue hijo del teniente coronel colombiano José La Rosa de Mora, que perteneció al ejército grancolombiano del general Simón Bolívar y de doña Antonia Causillas. Siguió la carrera de las armas en la Marina de Guerra del Perú. Entró como guardiamarina y al tiempo de la guerra con Chile, era alférez de fragata; estuvo embarcado en la “Independencia”, el “Huáscar”, en la lancha “Meteoro” y en la torpedera “Alianza”. En Arica, luego de la batalla fue comisionado para hacer volar la torpedera para evitar que caiga en manos chilenas.
Posteriormente, fue nombrado Capitán de puerto de Cerro Azul y tuvo que hacer gala de su temperamento en una zona ocupada. Al hacer escala el vapor “Arequipa”, un soldado chileno se encolerizó al ver el uniforme naval peruano e impuso tenazmente que el “Arequipa”, zarpase de inmediato. El joven Juan C. de Mora se impuso, diciendo: “Aquí flamea el pabellón peruano, las órdenes del Perú se cumplen y el vapor zarpará cuando yo lo ordene”. Murió terminada la guerra y fue sepultado en el cementerio de Chincha Baja.
En homenaje a su memoria la ciudad de Chincha Baja le hizo un monumento en un parque que lleva su nombre. El monumento lleva la siguiente inscripción: “Chincha Baja a su hijo Juan C. de Mora”. Este monumento fue destruido por el actual alcalde de Chincha Baja, señor Noé García Carrizales en el año 2005, para efectuar la remodelación del parque que lleva el nombre del héroe chinchano, con un diseño paisajista, acorde con la modernidad de la ciudad. La obra fue inaugurada el día 26 de agosto de 2006 con asistencia del Primer Vicepresidente del Perú contralmirante AP (r) Luis Giampietri Rojas.